# Horla socken
Horla socken i Västergötland ingick i Kullings härad, ingår sedan 1971 i Vårgårda kommun och motsvarar från 2016 Horla distrikt.
Socknens areal är 21,00 kvadratkilometer varav 20,17 land.  År 2000 fanns här 404 invånare.  Kyrkbyn Horla med sockenkyrkan Horla kyrka ligger i socknen.

## Administrativ historik
Socknen har medeltida ursprung. 
Vid kommunreformen 1862 övergick socknens ansvar för de kyrkliga frågorna till Horla församling och för de borgerliga frågorna bildades Horla landskommun. Landskommunen inkorporerades 1952 i Vårgårda landskommun som 1971 ombildades till Vårgårda kommun. Församlingen uppgick 2002 i Hols församling.
1 januari 2016 inrättades distriktet Horla, med samma omfattning som församlingen hade 1999/2000.  
Socknen har tillhört län, fögderier, tingslag och domsagor enligt vad som beskrivs i artikeln Kullings härad. De indelta soldaterna tillhörde Västgöta regemente, Elfsborgs kompani och Västgöta-Dals regemente, Kullings kompani.

## Geografi och natur
Horla socken ligger nordost om Alingsås kring Säveån. Socknen har odlingsbygd kring Säveån och har kuperad skogsbygd däromkring.
I Säveån har en fördämning byggts vid Finnatorp, där kvarn och såg fått sin kraft genom ett vattenhjul i en kallmurad kanal. I Finnatorp finns en av socknens tre broar över ån. Uppströms Finnatorp låg en gång socknens skola. Vid skolan byggdes den andra av broarna över ån. Ytterligare uppströms ligger Kärtared, där går från Kollsered den översta av de tre broarna.
Under några decennier under 1900-talet fanns tillverkningsindustri i form av snickeri, med huvudsaklig inriktning på tillverkning av trälådor för fisk från, i första hand, fiskhamnen i Göteborg.
Gårdsindelningen i socknen fick sin nuvarande utformning i samband med Laga skifte på 1850-60-talet.
Yxnås naturreservat ingår i EU-nätverket Natura 2000. Största insjö är Storsjön.

## Fornlämningar
En hällkista samt gravrösen från bronsåldern är funna. Från järnåldern finns tre gravfält, stensättningar samt domarringar. I kyrkan finns en runsten.

## Befolkningsutveckling
Befolkningen ökade från 310 1810 till 655 1870 varefter den minskade till 238 1970 då den var som minst under 1900-talet. Därefter vände folkmängden uppåt igen till 441 1990.

## Namnet
Namnet skrevs 1421 Horla och kommer från kyrkbyn. Namnet har något oklar tolkning men kan innehålla horn, 'hörn, krök, utsprång' syftande på någon terrängformation.